# Comarques de Catalunya
L'actual divisió de Catalunya en comarques té el seu origen en un decret de la Generalitat de Catalunya de l'any 1936 (divisió comarcal de 1936), que tingué vigència fins al 1939, fou suprimida pel règim franquista. Posteriorment, el 1987, la Generalitat adoptà novament aquesta divisió territorial, si bé el 1988 s'hi afegiren tres noves comarques: el Pla de l'Estany, el Pla d'Urgell i l'Alta Ribagorça, i el 1990 es modificà algun límit territorial. El 15 de maig de 2015 s'hi afegí la comarca històrica del Moianès i el 3 de maig del 2023, el Lluçanès. El 17 de juny de 2023 Biosca i Torà van passar definitivament a formar part del Solsonès i el 29 de juny Sant Feliu Sasserra va tornar al Bages.
Actualment, Catalunya està dividida en 43 entitats: 42 comarques, cadascuna administrada pel seu consell comarcal —amb l'excepció del Barcelonès on el consell comarcal va ser suprimit el 2019—, i l'Aran, una entitat territorial singular administrada pel Consell General d'Aran. Sovint es fa servir la simplificació de «43 comarques» (malgrat que l'Aran no és pas una comarca), que permet agrupar informacions equivalents utilitzant una única denominació.

## Història
Els romans van anomenar civitates els principals poblats ibers i al seu territori d'influència. El nom d'algunes d'aquelles tribus ha perdurat en la denominació del territori: Ceretans (Cerdanya), bergistans (Berguedà), ausetans (Osona).
Sota l'estructura administrativa romana, la província Tarraconense va ser dividida en convents jurídics. El convent de Tàrraco es corresponia aproximadament a l'actual Catalunya, sense la plana de Lleida i amb el Maestrat. Plini el Vell diu que al convent de Tàrraco hi havia 42 civitates, que venien a ser demarcacions territorials. Les denominacions que han perdurat com a comarcals són: gerundenses (Gironès), segarrensis (Segarra), a més del territorium tarraconensis (Camp de Tarragona i Tarragonès).
En l'època visigoda, es van constituir les seus episcopals al voltant de les principals ciutats mantenint una cohesió del seu territori. Entre altres: Bàrcino (que inclouria l'actual Barcelonès i les parts més properes a aquesta del Vallès Baix Llobregat i Maresme), Emporiae (Empordà tot i que l), Orgellia (Bisbat d'Urgell).
L'establiment de tot un seguit de comtats fronterers a la Gòtia per part de l'Imperi Carolingi va portar un règim feudal amb dominis senyorials variables estructurats en comtats, vescomtats i altres senyorius menors. A més de les denominacions ja tradicionals, apareixen els comtats del Rosselló, Pallars o Ribagorça.
Durant l'edat mitjana sorgeix la denominació de comarca com a sinònim de marca, terra fronterera, i es consolida com a denominació popular. A partir del 1600 alguns escriptors descriuen el Principat de Catalunya per comarques. Pere Gil (1551-1622) diu «Tot Catalunya pot dividir-se en vint-i-set parts, o climes, o comarques, o parts de terra». Andreu Bosch (1628) diu «Tota sa terra es divideix en quaranta-vuit parts». Josep Aparici (1708) anota trenta comarques: «Catalunya és coneguda per la seva repartició en comarques».
Políticament, el concepte de comarca no apareix fins a l'últim quart del segle xix. El catalanisme polític va manifestar el seu rebuig a la divisió provincial de 1833 plantejant com a alternativa una organització en comarques. El 1882, el projecte de Constitució per a l'Estat Català elaborat al Congrés Federal Regionalista propugnava una divisió en comarques. El 1892, la cinquena de les Bases de Manresa declarava: «La divisió territorial sobre la qual es desenrotlla la gradació jeràrquica dels poders governatiu, administratiu i judicial, tindrà per fonament la comarca natural, el municipi».
Esteve Sunyol va fer, el 1897, la primera concreció d'una divisió comarcal com a base politicoadministrativa. Diversos tractadistes van proposar una gran varietat de divisions comarcals i de nomenclatures. La majoria de comarcalitzacions proposades fins al 1930 tenien un caràcter naturalista i historicista. Pau Vila va fer un gir a aquest model donant prioritat als factors socials seguint els principis de geografia regional de l'escola geogràfica francesa.
L'octubre del 1931 la Generalitat va crear la Ponència d'Estudi de la Divisió Territorial de Catalunya, amb Pau Vila com a vicepresident. Els treballs es van concretar en la divisió comarcal de 1936 amb trenta-vuit comarques.
El 1939, la dictadura franquista va anul·lar la comarcalització. El 1987 es va recuperar la mateixa divisió comarcal del 1936, amb algunes modificacions el 1988 i 1990 (creació administrativa de les comarques del Pla de l'Estany, el Pla d'Urgell i de l'Alta Ribagorça).

### Propostes i reivindicacions
L'any 2000, en l'Informe Roca, un equip format per Miquel Roca i Junyent i Jesús Burgueño, entre d'altres, van proposar de crear alguna comarca més: El Moianès (capital: Moià) aprovada pel Parlament de Catalunya el 15-4-2015, la Vall de Camprodon (capital: Camprodon), la Selva Marítima (o Marina) (capital: Blanes), l'Alta Segarra (capital: Calaf) i el Segre Mitjà (capital: Ponts), a més de dividir el Baix Llobregat en dos (la part nord, el Baix Llobregat Nord, amb capital a Martorell). Tots els casos són antigues reivindicacions comarcals.
Encara J. Burgueño, l'any 2003, proposava de crear també el Lluçanès (capital: Prats de Lluçanès), la Vall de Ribes (capital: Ribes de Freser), la Ribera de Sió (capital: Agramunt), la Baixa Segarra (capital: Santa Coloma de Queralt) i el Baix Montseny (capital: Sant Celoni), a més de canvis de límits (les Garrigues, el Ripollès, etc.).

## Llista de comarques

### Convencions
El nom de les comarques catalanes s'escriu sempre precedit dels articles el/la, segons convingui. No obstant això, cal recordar que hi ha una excepció: la comarca d'Osona, que no el duu mai; i que és optatiu de posar-lo en tres més: Anoia, Garraf i Terra Alta. L'article inicial s'escriu sempre amb minúscula, tant en els mapes com en un text, tret que es tracti del començament d'una frase.
Els codis de dos dígits alfabètics són els usats en bases de dades a proposta de la Comissió Assessora de Llenguatge Administratiu de la Generalitat.

### Comarques actuals
Les dades bàsiques de les «43 comarques», amb les xifres de població del padró municipal d'habitants 2022, són:
| Comarca                      | Codi terr. | Codi | Habitants (2022) | Sup. (km²) | Dens. (2022) (hab./km²) | Capital                 |
| ---------------------------- | ---------- | ---- | ---------------- | ---------- | ----------------------- | ----------------------- |
| l'Alt Camp                   | 01         | AC   | 45.540           | 538        | 84,7                    | Valls                   |
| l'Alt Empordà                | 02         | AE   | 144.926          | 1.358      | 106,8                   | Figueres                |
| l'Alt Penedès                | 03         | AP   | 110.929          | 593        | 187,2                   | Vilafranca del Penedès  |
| l'Alt Urgell                 | 04         | AU   | 20.482           | 1.447      | 14,2                    | la Seu d'Urgell         |
| l'Alta Ribagorça             | 05         | AG   | 3.958            | 427        | 9,3                     | el Pont de Suert        |
| l'Anoia                      | 06         | AI   | 125.065          | 866        | 144,4                   | Igualada                |
| l'Aran                       | 39         | VN   | 10.268           | 634        | 16,2                    | Vielha e Mijaran        |
| el Bages                     | 07         | BG   | 180.873          | 1.092      | 165,6                   | Manresa                 |
| el Baix Camp                 | 08         | BC   | 197.525          | 697        | 283,3                   | Reus                    |
| el Baix Ebre                 | 09         | BB   | 79.636           | 1.003      | 79,4                    | Tortosa                 |
| el Baix Empordà              | 10         | BM   | 138.517          | 702        | 197,4                   | la Bisbal d'Empordà     |
| el Baix Llobregat            | 11         | BT   | 833.540          | 486        | 1.715,1                 | Sant Feliu de Llobregat |
| el Baix Penedès              | 12         | BP   | 112.460          | 296        | 379,4                   | el Vendrell             |
| el Barcelonès                | 13         | BR   | 2.280.042        | 146        | 15.643,5                | Barcelona               |
| el Berguedà                  | 14         | BD   | 40.279           | 1.185      | 34                      | Berga                   |
| la Cerdanya (Baixa Cerdanya) | 15         | CD   | 19.443           | 547        | 35,6                    | Puigcerdà               |
| la Conca de Barberà          | 16         | CB   | 20.176           | 650        | 31                      | Montblanc               |
| el Garraf                    | 17         | GF   | 156.794          | 185        | 847                     | Vilanova i la Geltrú    |
| les Garrigues                | 18         | GG   | 19.011           | 798        | 23,8                    | les Borges Blanques     |
| la Garrotxa                  | 19         | GX   | 59.750           | 735        | 81,3                    | Olot                    |
| el Gironès                   | 20         | GN   | 198.582          | 576        | 345                     | Girona                  |
| el Lluçanès                  | 43         | n/d  | 5.586            | 227        | 24,61                   | Prats de Lluçanès       |
| el Maresme                   | 21         | MM   | 462.213          | 399        | 1.159,8                 | Mataró                  |
| el Moianès                   | 42         | MO   | 14.428           | 338        | 42,7                    | Moià                    |
| el Montsià                   | 22         | MT   | 68.744           | 735        | 93,5                    | Amposta                 |
| la Noguera                   | 23         | NG   | 39.297           | 1.784      | 22                      | Balaguer                |
| Osona                        | 24         | OS   | 165.229          | 1.245      | 132,7                   | Vic                     |
| el Pallars Jussà             | 25         | PJ   | 13.199           | 1.343      | 9,8                     | Tremp                   |
| el Pallars Sobirà            | 26         | PS   | 7.181            | 1.378      | 5,2                     | Sort                    |
| el Pla d'Urgell              | 27         | PU   | 37.045           | 305        | 121,4                   | Mollerussa              |
| el Pla de l'Estany           | 28         | PE   | 32.941           | 263        | 125,4                   | Banyoles                |
| el Priorat                   | 29         | PR   | 9.238            | 499        | 18,5                    | Falset                  |
| la Ribera d'Ebre             | 30         | RE   | 21.920           | 827        | 26,5                    | Móra d'Ebre             |
| el Ripollès                  | 31         | RI   | 25.510           | 957        | 26,7                    | Ripoll                  |
| la Segarra                   | 32         | SR   | 23.601           | 723        | 32,7                    | Cervera                 |
| el Segrià                    | 33         | SI   | 212.388          | 1.397      | 152,1                   | Lleida                  |
| la Selva                     | 34         | SV   | 177.542          | 995        | 178,4                   | Santa Coloma de Farners |
| el Solsonès                  | 35         | SL   | 13.632           | 1.001      | 13,6                    | Solsona                 |
| el Tarragonès                | 36         | TR   | 263.428          | 319        | 824,8                   | Tarragona               |
| la Terra Alta                | 37         | TT   | 11.408           | 743        | 15,4                    | Gandesa                 |
| l'Urgell                     | 38         | UR   | 37.447           | 580        | 64,6                    | Tàrrega                 |
| el Vallès Occidental         | 40         | VC   | 940.881          | 583        | 1.613,5                 | Sabadell i Terrassa     |
| el Vallès Oriental           | 41         | VR   | 417.543          | 735        | 568,1                   | Granollers              |
| Catalunya                    |            | CAT  | 7.792.611        | 32.108     | 242,7                   |                         |

1. ↑  Formalment és reconeguda com una entitat territorial singular.
2. ↑  Oficialment Cerdanya. S'utilitza el nom Baixa Cerdanya per diferenciar-la de l'Alta Cerdanya a França.[14]

## Les successives modificacions comarcals

### Les noves comarques de 1988
Els canvis produïts per la creació de comarques del 1988 foren:
| Municipi                 | Comarca anterior | Comarca actual     |
| ------------------------ | ---------------- | ------------------ |
| Banyoles                 | el Gironès       | el Pla de l'Estany |
| Camós                    | el Gironès       | el Pla de l'Estany |
| Cornellà del Terri       | el Gironès       | el Pla de l'Estany |
| Crespià                  | el Gironès       | el Pla de l'Estany |
| Esponellà                | el Gironès       | el Pla de l'Estany |
| Fontcoberta              | el Gironès       | el Pla de l'Estany |
| Palol de Revardit        | el Gironès       | el Pla de l'Estany |
| Porqueres                | el Gironès       | el Pla de l'Estany |
| Sant Miquel de Campmajor | el Gironès       | el Pla de l'Estany |
| Serinyà                  | el Gironès       | el Pla de l'Estany |
| Vilademuls               | el Gironès       | el Pla de l'Estany |
| Barbens                  | l'Urgell         | el Pla d'Urgell    |
| Bell-lloc d'Urgell       | el Segrià        | el Pla d'Urgell    |
| Bellvís                  | la Noguera       | el Pla d'Urgell    |
| Castellnou de Seana      | l'Urgell         | el Pla d'Urgell    |
| Fondarella               | el Segrià        | el Pla d'Urgell    |
| Golmés                   | el Segrià        | el Pla d'Urgell    |
| Ivars d'Urgell           | l'Urgell         | el Pla d'Urgell    |
| Linyola                  | la Noguera       | el Pla d'Urgell    |
| Miralcamp                | el Segrià        | el Pla d'Urgell    |
| Mollerussa               | el Segrià        | el Pla d'Urgell    |
| el Palau d'Anglesola     | el Segrià        | el Pla d'Urgell    |
| el Poal                  | la Noguera       | el Pla d'Urgell    |
| Sidamon                  | el Segrià        | el Pla d'Urgell    |
| Torregrossa              | les Garrigues    | el Pla d'Urgell    |
| Vilanova de Bellpuig     | l'Urgell         | el Pla d'Urgell    |
| Vila-sana                | l'Urgell         | el Pla d'Urgell    |
| Barruera                 | el Pallars Jussà | Alta Ribagorça     |
| el Pont de Suert         | el Pallars Jussà | Alta Ribagorça     |
| Vilaller                 | el Pallars Jussà | Alta Ribagorça     |

### Revisió comarcal: 1990
Al gener del 1990 es va modificar l'adscripció comarcal d'alguns municipis:
| Municipi               | Comarca anterior  | Comarca actual   |
| ---------------------- | ----------------- | ---------------- |
| Alfarràs               | Noguera           | Segrià           |
| Arbolí                 | Priorat           | Baix Camp        |
| Bonastre               | Tarragonès        | Baix Penedès     |
| Caldes de Montbui      | Vallès Occidental | Vallès Oriental  |
| Castellet i la Gornal  | Garraf            | Alt Penedès      |
| Esplugues de Llobregat | Barcelonès        | Baix Llobregat   |
| els Garidells          | Tarragonès        | Alt Camp         |
| Masllorenç             | Alt Camp          | Baix Penedès     |
| la Molsosa             | Anoia             | Solsonès         |
| Montesquiu             | Ripollès          | Osona            |
| Montornès de Segarra   | Urgell            | Segarra          |
| Olesa de Bonesvalls    | Garraf            | Alt Penedès      |
| la Portella            | Noguera           | Segrià           |
| Sant Jaume d'Enveja    | Baix Ebre         | Montsià          |
| Sant Just Desvern      | Barcelonès        | Baix Llobregat   |
| Sant Quirze de Besora  | Ripollès          | Osona            |
| Santa Maria de Besora  | Ripollès          | Osona            |
| Vallfogona de Riucorb  | Segarra           | Conca de Barberà |
| Vidrà                  | Ripollès          | Osona            |

### Creació del Moianès: 2015
| Municipi             | Comarca anterior | Nova comarca |
| -------------------- | ---------------- | ------------ |
| Calders              | Bages            | Moianès      |
| Castellcir           | Vallès Oriental  | Moianès      |
| Castellterçol        | Vallès Oriental  | Moianès      |
| Collsuspina          | Osona            | Moianès      |
| l'Estany             | Bages            | Moianès      |
| Granera              | Vallès Oriental  | Moianès      |
| Moià                 | Bages            | Moianès      |
| Monistrol de Calders | Bages            | Moianès      |
| Sant Quirze Safaja   | Vallès Oriental  | Moianès      |
| Santa Maria d'Oló    | Bages            | Moianès      |

### Creació del Lluçanès: 2023
El 4 de novembre de 2011, 8 municipis van tramitar al Departament de Governació i Relacions Institucionals la proposta de creació de la comarca del Lluçanès. La demanda que van presentar els ajuntaments va passar tots els tràmits necessaris, i com a resultat el 26 de juliol de 2015 se celebrà el procés participatiu com a pas previ per tal d'esdevenir comarca oficialment reconeguda, amb un resultat positiu en vuit dels tretze municipis que en formen part. El 3 de maig de 2016 la mesa del Parlament de Catalunya va admetre a tràmit la sol·licitud, presentada per tots els grups parlamentaris, per crear la ponència redactora de la proposició de llei de creació de la comarca del Lluçanès. Després d'anys de reivindicació social, el 3 de maig del 2023 el Parlament de Catalunya n'aprovà definitivament el seu estatus, fet pel qual esdevingué la quaranta-tresena comarca de Catalunya.
Els municipis que formen part d'aquesta comarca són els següents:
| Municipi            | Comarca anterior | Nova comarca |
| ------------------- | ---------------- | ------------ |
| Alpens              | Osona            | Lluçanès     |
| Lluçà               | Osona            | Lluçanès     |
| Olost               | Osona            | Lluçanès     |
| Oristà              | Osona            | Lluçanès     |
| Perafita            | Osona            | Lluçanès     |
| Prats de Lluçanès   | Osona            | Lluçanès     |
| Sant Marti D'Albars | Osona            | Lluçanès     |
| Sobremunt           | Osona            | Lluçanès     |